# Гетто в Бобре
Гетто в Бобре (лето 1941 — 10 октября 1941) — еврейское гетто, место принудительного переселения евреев посёлка Бобр Крупского района Минской области и близлежащих населённых пунктов в процессе преследования и уничтожения евреев во время оккупации территории Белоруссии войсками нацистской Германии в период Второй мировой войны.

## Оккупация Бобра и создание гетто
Посёлок Бобр был занят немецкими войсками в июле (конце июня) 1941 года, и оккупация продлилась до 27 июня 1944 года.
Вскоре после оккупации немцы, реализуя нацистскую программу уничтожения евреев, переписали евреев и организовали в местечке гетто, загнав в него и евреев из ближних деревень.

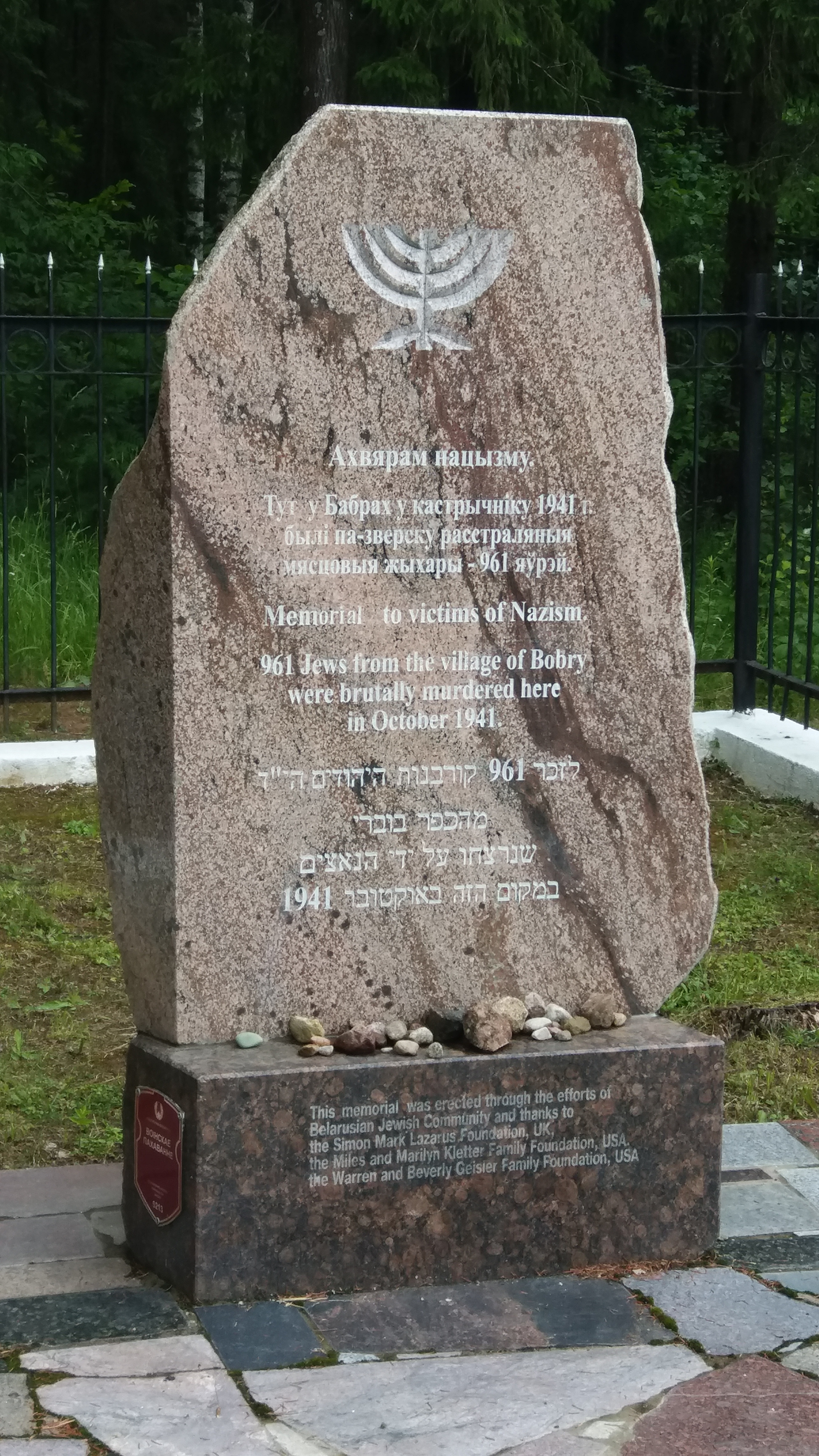

## Условия в гетто
Евреям запретили появляться без нашивок на верхней одежде в виде желтых шестиконечных звезд и использовали на принудительных работах — большей частью на мощении улиц.
Поскольку евреи Бобра до войны жили компактно, то и в гетто они оказались своим районом из трёх улиц (Заречная, Толочинская и Пушкинский переулок) и жили в своих домах. Гетто не охранялось, потому что бежать евреям все равно было некуда.

## Уничтожение гетто
Утром 10 октября 1941 года на территорию гетто въехали 10 грузовиков, и полицейские во главе с бургомистром Святковским начали загонять людей в кузова. Затем евреев вывезли по на Лукомльскому шоссе за два километра от местечка к заранее вырытой яме, заставляли раздеться и расстреляли — всего 961 человек. Местных жителей заставили закопать братскую могилу. Одежду убитых потом поделили полицаи.
Уже во время «акции» (таким эвфемизмом нацисты называли организованные ими массовые убийства) жители Бобра кинулись грабить еврейские дома, которые до этого были уже разграблены полицаями.

## Память
В 1946 году недалеко от места расстрела на деньги родственников убитых евреев был установлен памятник из дерева, а в 1955 (1959) году его заменили на бетонный с надписью: «В память о 961 человек евреев местечка Бобр. Зверски расстреляны немецко-фашистскими захватчиками 10 октября 1941 г.». В 1985 году местные власти заменили слово «евреев» на «мирные граждане». В 2015 году этот памятник заменили на новый с надписью на белорусском, английском и иврите: «Жертвам нацизма. Здесь в Бобре в октябре 1941 г. были зверски расстреляны местные жители — 961 еврей.».
Опубликованы неполные списки жертв геноцида евреев в Бобре.

## Комментарии
1. ↑  В русском языке за служащими коллаборационистских полицейских органов закрепилось разговорное уничижительное название полица́й (во множественном числе — полица́и).